# Poro (micologia)

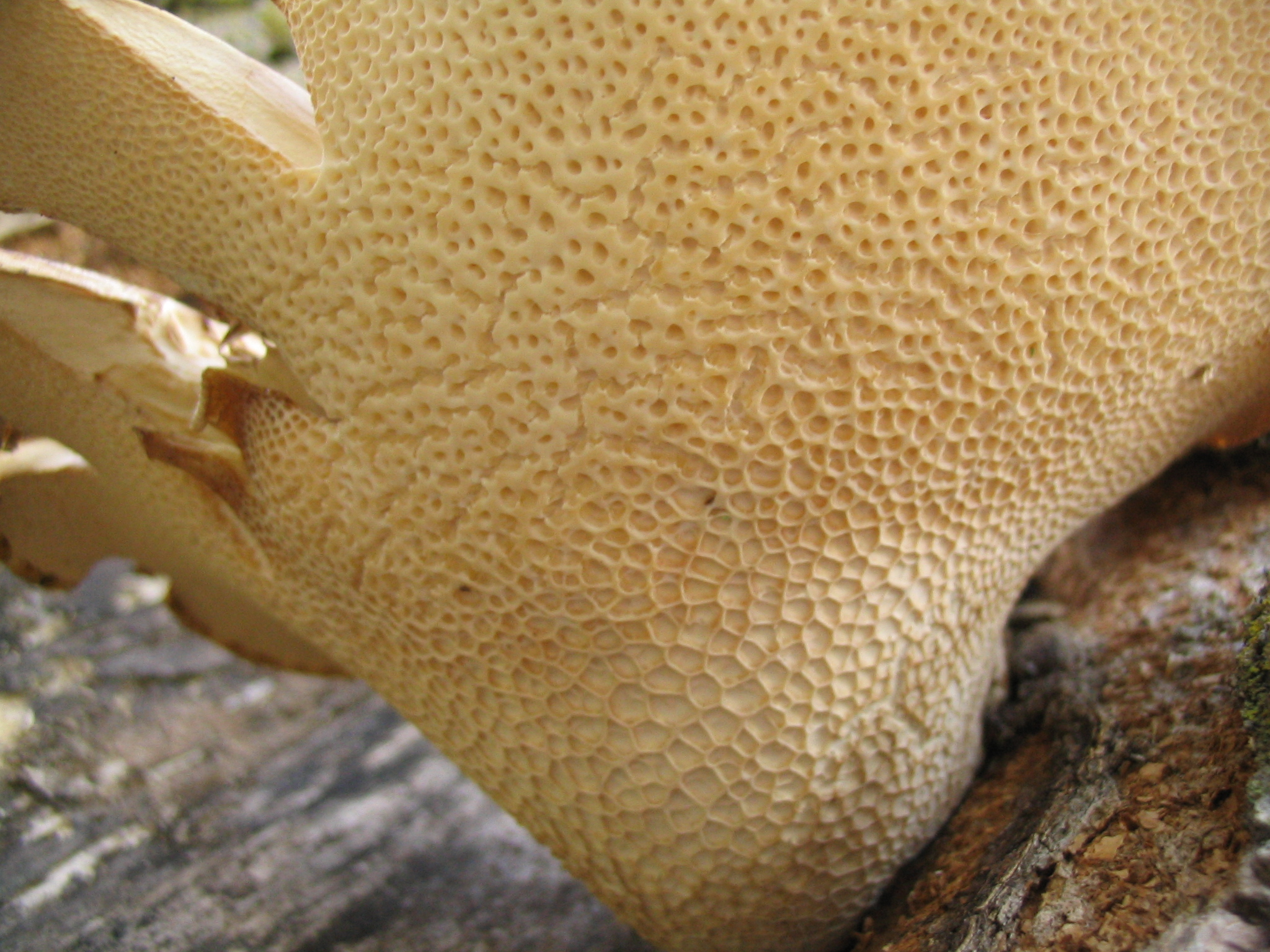
pori di Polyporus squamosus

Il poro, in micologia, è l'orifìzio dei tubuli.

## Descrizione
I pori sono tipici dei funghi appartenenti alle Polyporaceae e alle Boletaceae costituiscono la superficie poroide o imenoforo sul quale si sviluppa l'imenio.
Possono essere molto piccoli o abbastanza evidenti, rotondi, angolosi o allungati, e possono avere colori che variano dal bianco al giallo, dal rosso al bruno, fino all'olivastro.
Sia la forma che il colore dei pori sono elementi utili alla determinazione delle specie fungine.